# Список матчей сборной Хорватии по футболу (2000—2009)

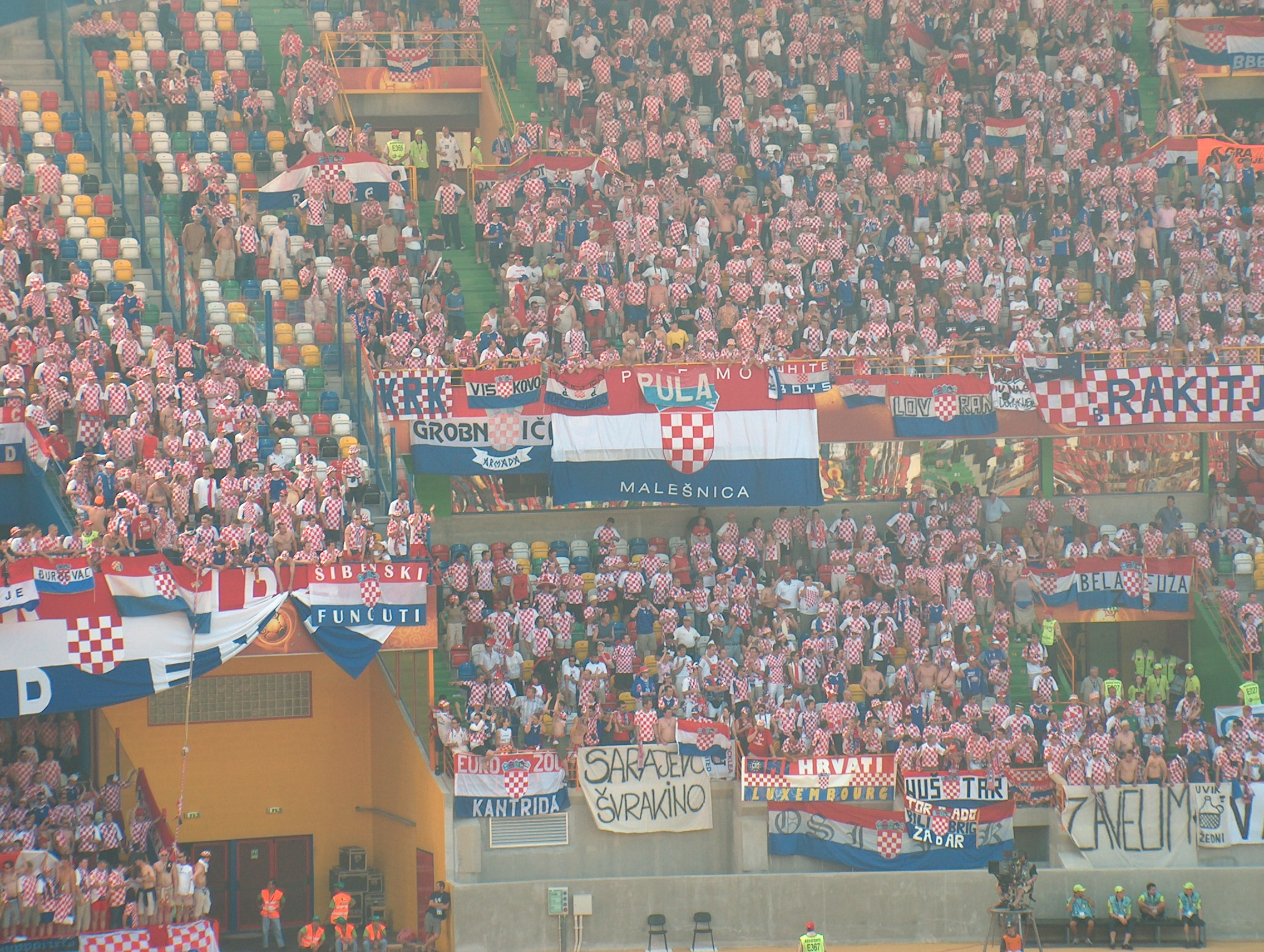
Болельщики сборной Хорватии на матче со Швейцарией на Чемпионате Европы 2004 года

Ниже представлен список матчей сборной Хорватии по футболу, проведённых командой в 2000—2009 годах.
Хорватский футбольный союз считает датой своего основания 1912 год, когда сама страна ещё входила в Австро-Венгрию. В 1919 году все спортивные федерации Хорватии перешли в ведение КСХС. 6 августа 1939 года ХФС вновь обрёл самостоятельность. 17 июля 1941 года ФИФА признала ХФС как национальную ассоциацию Независимого государства Хорватия и считала его своим членом до образования СФРЮ в 1945 году. Хорватские футболисты с 1945 по 1990 год выступали в составе сборной Югославии.
После Второй мировой войны Хорватия была включена в качестве субъекта федерации в Социалистическую Федеративную Республику Югославию. Хорватские футболисты с 1945 по 1990 год выступали в составе сборной Югославии. За эти 45 лет было разрешено провести всего один матч: в сентябре 1956 года, в период «оттепели» в странах соцлагеря, хорваты со счётом 5:2 обыграли сборную Индонезии. Неофициально сборная Хорватия возобновила свои матчи ещё до провозглашения независимости страны, проведя первую игру в своей современной истории против команды США 27 октября 1990 года на домашнем стадионе «Максимир». 3 июля 1992 года Хорватия вновь была принята в ФИФА. В 1990-е годы команда сумела громко заявить о себе на международной арене, сначала выйдя в четвертьфинал Чемпионата Европы 1996 года, а на Чемпионат мира 1998 года и вовсе сенсационно заняла третье место.
В 2000—2001 года сборная Хорватия участвовала в отборочном турнире Чемпионата мира 2002 года, выиграв в итоге свою группу. На самом мировом первенстве команда сумела переиграть итальянцев, но в решающем матче уступила Эквадору и таким образом не сумела преодолеть групповой этап. Кампания 2002—2003 годов по отбору на Чемпионат Европы 2004 года завершилась успехом в стыковых матчах со словенцами. В финальном этапе хорваты вновь не смогли выйти из группы, сыграв вничью со Швейцарией и Францией, а также проиграв Англии. Отборочный турнир к Чемпионату миру 2006 года Хорватия завершила без поражений, но групповой этап на самом первенстве преодолеть в очередной раз не смогла, упустив победу в решающем поединке с Австралией. В кампании 2006—2007 годов по отбору на Чемпионат Европы 2008 года хорваты досрочно обеспечили себе выход в финальный этап, после чего они проиграли Македонии, а затем сенсационно обыграли в гостевом матче Англию, для которой этот поединок в отличие от хорватов имел решающее значение. Хорватия уверенно выиграла группу в финальном турнире, одержав победы во всех трёх матчах, но в четвертьфинале уступила Турции в серии пенальти.

## Список матчей
В данном списке представлены все матчи сборной Хорватии с 2000 по 2009 год, расположенные в хронологическом порядке. Пронумерованы матчи, признаваемые УЕФА и ФИФА. По каждому матчу представлена следующая информация: статус матча, дата проведения, счёт, место проведения. В скрытых частях блоков находятся данные об авторах и минутах забитых голов, ссылки на источники, стадион, количество зрителей, составы команд, имена и гражданство главных судей матчей, а также источники информации.
Блоки матчей выделены цветами в зависимости от исхода для Хорватии (оттенок зелёного цвета обозначает победу, жёлтого — ничью, красного — поражение). Кроме того, номера матчей выделены цветом в зависимости от турниров, в рамках которых эти матчи проводились. Номера товарищеских игр представлены на белом фоне, следующие цвета обозначают следующие турниры:
 Чемпионат мира
 Отборочный турнир Чемпионата мира
 Чемпионат Европы
 Отборочный турнир Чемпионата Европы

### 2000
| 23 февраля 2000 товарищеский матч                                                                                                  | Хорватия     | 0:0 (0:0) | Испания   | Сплит, Хорватия |
| | Асанович 13' | [ 7 ]     | Йерро 17' | Стадион: Полюд Зрителей: 10 000 Судья: Аттила Ханачек (Венгрия) Помощники судьи: Бела Мезё (Венгрия) Помощник судьи: Янош Ринг (Венгрия) |
| Хорватия: Плетикоса, Шарич, Ярни, Сольдо, Штимац, Томас, Асанович 13' (Цвитанович, 81), Юрчич, Ковач (Вучко, 67), Шукер , Вугринец |              |           |           | |

| 29 марта 2000 товарищеский матч | Хорватия                                    | 1:1 (0:1) | Германия                              | Загреб, Хорватия |
| | Шукер 39' · Н. Ковач 70′ 73' · Р. Ковач 78' | [ 8 ]     | Ремер 12′ · Бирхофф 57' · Рамелов 58' | Стадион: Максимир Зрителей: 10 000 Судья: Любомир Сухи (Словакия) Помощники судьи: Иван Бартош (Словакия) Помощник судьи: Мартин Балко (Словакия) |
| Хорватия: Плетикоса, Штимац, Ковач 78', Шимич (Томас, 46), Живкович (Шарич, 64), Станич (Рапаич, 84), Ковач 73', Ярни, Асанович, Бокшич, Шукер 39' |                                             |           |                                       | |

| 26 апреля 2000 товарищеский матч | Австрия               | 1:2 (1:1) | Хорватия                    | Вена, Австрия |
| | Вастич 16′ · Шопп 26' | [ 9 ]     | Бокшич 29′ 40' · Станич 66′ | Стадион: Эрнст Хаппель (стадион) Зрителей: 15 000 Судья: Луц Михаэль Фрёлих (Германия) Помощники судьи: Хельмут Блай (Германия) Помощник судьи: Петер Вайзе (Германия) |
| Хорватия: Плетикоса (Павлович, 46), Шарич, Ковач, Сольдо (Тудор, 86), Штимац, Томас, Асанович (Бишчан, 84), Станич (Шимич, 84), Рапаич (Живкович, 75), Ковач, Бокшич 40' |                       |           |                             | |

| 28 мая 2000 товарищеский матч | Хорватия  | 0:2 (0:1) | Франция                             | Загреб, Хорватия |
| | Шукер 83' | [ 10 ]    | Пирес 23′ · Зидан 62' · Трезеге 70′ | Стадион: Максимир Зрителей: 10 000 Судья: Фриц Штухлик (Австрия) Помощники судьи: Войцех Горгон (Австрия) Помощник судьи: Йохан Альмер (Австрия) |
| Хорватия: Ладич (Павлович, 8), Ковач (Шарич, 46), Штимац, Шимич, Ковач, Станич (Бубало, 89), Асанович (Юрчич, 58), Ярни, Шукер 84', Бокшич (Вучко, 46), Сольдо |           |           |                                     | |

| 16 августа 2000 товарищеский матч | Словакия  | 1:1 (1:1) | Хорватия                         | Братислава, Словакия |
| | Немет 28′ | [ 11 ]    | Балабан 23′ 70' · Цвитанович 58' | Стадион: Тегельне поле Зрителей: 5 000 Судья: Михал Бенеш (Чехия) Помощники судьи: Петр Часны (Чехия) Помощник судьи: Милан Ондо (Чехия) |
| Хорватия: Павлович (Плетикоса, 46), Шимич, Штимац (Тудор, 46), Ковач, Станич (Бошняк, 76), Бишчан, Сольдо (Враньеш, 76), Ковач (Томас, 82), Просинечки, Ярни (Цвитанович 58', 46), Балабан 70' (Юрчич, 89) |           |           |                                  | |

| 2 сентября 2000 ОЧМ 2002, группа 6 | Бельгия        | 0:0 (0:0) | Хорватия                                             | Брюссельский столичный регион, Бельгия |
| | Вандерхаге 86' | [ 12 ]    | Н. Ковач 11' · Бишчан 67' · Р. Ковач 73' · Шукер 84' | Стадион: Стадион короля Бодуэна Зрителей: 27 510 Судья: Николай Левников (Россия) Помощники судьи: Михаил Семёнов (Россия) Помощник судьи: Сергей Германчук (Россия) |
| Хорватия: Плетикоса, Ковач 71', Ярни, Сольдо, Штимац, Шимич, Вугринец (Бишчан 65', 46), Юрчич, Шукер 83', Ковач 11', Балабан (Тудор, 90) |                |           |                                                      | |

| 11 октября 2000 ОЧМ 2002, группа 6 | Хорватия                  | 1:1 (1:1) | Шотландия                                                            | Загреб, Хорватия |
| | Бокшич 16′ · Н. Ковач 89' | [ 13 ]    | Галлахер 24′ · Джонстон 27' · Нейсмит 47' · Дикав 77' · Хатчисон 88' | Стадион: Максимир Зрителей: 17 995 Судья: Жиль Вессьер (Франция) Помощники судьи: Жак Ма (Франция) Помощник судьи: Серж Валлен (Франция) |
| Хорватия: Павлович, Ковач, Ярни (Живкович, 46), Сольдо (Бишчан, 46), Штимац, Шимич, Шарич, Просинечки, Балабан, Ковач 89', Бокшич (Вугринец, 76) |                           |           |                                                                      | |

### 2001
| 23 февраля 2001 товарищеский матч | Хорватия                   | 1:0 (1:0) | Австрия       | Риека, Хорватия |
| | Вугринец 53′ · Балабан 63' | [ 14 ]    | Приласниг 83' | Стадион: Кантрида Зрителей: 2 000 Судья: Лейф Сунделль (Швеция) Помощники судьи: Пер-Инге Нюберг (Швеция) Помощник судьи: Эрик Бергстен (Швеция) |
| Хорватия: Плетикоса, Шимич, Живкович, Тудор, Цвитанович, Ковач (Сольдо, 46), Вугринец (Морнар, 65), Просинечки (Станич, 46), Балабан 63' (Белица, 76), Шукер (Влаович, 46), Ярни (Бишчан, 60) |                            |           |               | |

| 24 марта 2001 ОЧМ 2002, группа 6 | Хорватия                                                           | 4:1 (3:0) | Латвия                                    | Осиек, Хорватия |
| | Балабан 8′ 42′ 45′ · Вугринец 44' 88′ · Тудор 64' · Цвитанович 81' | [ 15 ]    | Лайзанс 10' · Троицкий 30' · Штолцерс 60′ | Стадион: Градски врт Зрителей: 13 345 Судья: Мартин Ингварссон (Швеция) Помощники судьи: Кеннет Петерссон (Швеция) Помощник судьи: Хенрик Ханссон (Швеция) |
| Хорватия: Плетикоса, Живкович, Ярни, Станич (Цвитанович 81', 46), Тудор 64', Шимич, Ковач (Враньеш, 77), Просинечки (Белица, 63), Шукер , Вугринец 43', Балабан |                                                                    |           |                                           | |

| 25 апреля 2001 товарищеский матч | Хорватия                                        | 2:2 (0:1) | Греция                               | Вараждин, Хорватия |
| | Томас 34' · Ярни 43' · Влаович 67′ · Рапаич 90′ | [ 16 ]    | Александрис 38′, 51′ · Карагунис 45' | Стадион: Стадион Вартекса Зрителей: 10 000 Судья: Хартмут Штрампе (Германия) Помощники судьи: Кристиан Шреэр (Германия) Помощник судьи: Зёнке Глиндеман (Германия) |
| Хорватия: Павлович, Шимич (Враньеш, 72), Живкович (Неретляк, 87), Тудор, Ярни (Саболчки, 55), Ковач (Бишчан, 46), Вугринец, Белица (Шукер, 61), Томас, Рапаич, Влаович |                                                 |           |                                      | |

| 2 июня 2001 ОЧМ 2002, группа 6 | Хорватия                                                                  | 4:0 (2:0) | Сан-Марино  | Вараждин, Хорватия |
| | Влаович 2′ · Балабан 29′ · Р. Ковач 31' · Шукер 53′ (пен.) · Вугринец 61′ | [ 17 ]    | Альбани 11' | Стадион: Стадион Вартекса Зрителей: 7 000 Судья: Олег Тимофеев (Эстония) Помощники судьи: Хейго Нийлоп (Эстония) Помощник судьи: Аре Хабихт (Эстония) |
| Хорватия: Плетикоса, Шарич, Ярни , Ковач 31', Тудор, Шимич, Вугринец (Вучко, 76), Просинечки, Влаович, Ковач (Агич, 64), Балабан (Шукер, 46) |                                                                           |           |             | |

| 6 июня 2001 ОЧМ 2002, группа 6 | Латвия                                                 | 0:1 (0:1) | Хорватия                     | Рига, Латвия |
| | Исаков 21' · Лайзанс 41' · Астафьев 49' · Штолцерс 73' | [ 18 ]    | Балабан 39′ · Просинечки 72' | Стадион: Сконто Зрителей: 4 000 Судья: Джон Макдермотт (Ирландия) Помощники судьи: Джон Питер Келли (Ирландия) Помощник судьи: Энтони Райан (Ирландия) |
| Хорватия: Плетикоса, Шарич, Ярни, Томас, Тудор, Шимич, Рапаич (Вугринец, 74), Просинечки 72', Шукер , Ковач (Агич, 89), Балабан (Влаович, 64) |                                                        |           |                              | |

| 15 августа 2001 товарищеский матч | Ирландия                | 2:2 (1:0) | Хорватия                                     | Дублин, Ирландия |
| | Дафф 21′ · Моррисон 78′ | [ 19 ]    | Сольдо 52' · Вугринец 80′ · Шукер 90′ (пен.) | Стадион: Лэнсдаун Роуд Зрителей: 30 000 Судья: Андреас Шлюхтер (Швейцария) Помощники судьи: Ренато Зальцбергер (Швейцария) Помощник судьи: Антонио Казелле (Швейцария) |
| Хорватия: Плетикоса, Ковач, Ярни (Шарич, 63), Сольдо 53' (Томас, 74), Тудор, Шимич (Просинечки, 74), Станич (Бишчан, 46), Рапаич (Живкович, 46), Балабан (Вугринец, 46), Ковач (Белица, 81), Бокшич (Шукер, 72) |                         |           |                                              | |

| 1 сентября 2001 ОЧМ 2002, группа 6 | Шотландия                 | 0:0 (0:0) | Хорватия                            | Глазго, Шотландия |
| | Эллиотт 22' · Макканн 23' | [ 20 ]    | Сольдо 34' · Станич 65' · Тудор 76' | Стадион: Хэмпден Парк Зрителей: 47 584 Судья: Любош Михель (Словакия) Помощники судьи: Игор Шрамка (Словакия) Помощник судьи: Мартин Балко (Словакия) |
| Хорватия: Плетикоса, Тудор 76', Штимац, Ковач, Живкович, Томас (Бишчан, 83), Сольдо 33', Ярни , Станич 63' (Шукер, 71), Просинечки (Вугринец, 78), Балабан |                           |           |                                     | |

| 5 сентября 2001 ОЧМ 2002, группа 6 | Сан-Марино                              | 0:4 (0:1) | Хорватия                                                               | Серравалле, Сан-Марино |
| | Марани 32' · Дзондзини 45' · Сельва 52' | [ 21 ]    | Н. Ковач 29' 40′ · Просинечки 48′ (пен.), 90′ · Шимич 52' · Сольдо 76′ | Стадион: Олимпийский стадион Зрителей: 1 387 Судья: Кнуд Стадсгор (Дания) Помощники судьи: Оле Хансен (Дания) Помощник судьи: Свен Йенсен (Дания) |
| Хорватия: Бутина, Живкович, Ярни , Штимац, Шимич 52', Сольдо, Станич (Шукер, 78), Ковач 30', Просинечки, Влаович (Балабан, 63), Вугринец (Шарич, 63) |                                         |           |                                                                        | |

| 6 октября 2001 ОЧМ 2002, группа 6 | Хорватия                              | 1:0 (0:0) | Бельгия      | Загреб, Хорватия |
| | Сольдо 28' · Бокшич 76′ · Балабан 76' | [ 22 ]    | Басседжо 24' | Стадион: Максимир Зрителей: 36 077 Судья: Хельмут Круг (Германия) Помощники судьи: Харри Эхинг (Германия) Помощник судьи: Курт Эртль (Германия) |
| Хорватия: Плетикоса, Ковач, Ярни , Сольдо 28' (Рапаич, 73), Тудор, Шимич, Томас, Просинечки (Враньеш, 80), Влаович (Балабан 77', 62), Живкович, Бокшич |                                       |           |              | |

| 10 ноября 2001 товарищеский матч | Корея                                 | 2:0 (0:0) | Хорватия              | Сеул, Республика Корея |
| | Ким Нам Иль 32' 66′ · Чхве Тхэ Ук 63′ | [ 23 ]    | Хрман 39' · Карич 73' | Стадион: Сеул уорлд кап стадиум Зрителей: 64 677 Судья: Субхиддин Мохд Саллех (Малайзия) Помощники судьи: Наоки Эдзуми (Япония) Помощник судьи: Висва Натан (Сингапур) |
| Корея: Бутина, Токич, Живкович, Шимунич (Джёлонга, 46), Шарич (Брайкович, 70), Агич, Сольдо , Хрман 39' (Ярни, 46), Мумлек (Карич 73', 57), Влаович (Балабан, 46), Рапаич (Петрич, 82) |                                       |           |                       | |

| 13 ноября 2001 товарищеский матч | Корея                                           | 1:1 (1:0) | Хорватия                            | Кванджу, Республика Корея |
| | Чхве Ён Су 42′ · Ли Чхон Су 60' · Чха Ду Ри 78' | [ 24 ]    | Ярни 50' · Живкович 63′ · Шарич 75' | Стадион: Кванджу Зрителей: 42 965 Судья: Кадзухико Мацумура (Япония) Помощники судьи: Наоки Эдзуми (Япония) Помощник судьи: Yau Tak Lee (Гонконг) |
| Хорватия: Бутина, Токич, Живкович, Шимунич, Шарич 75', Агич (Хрман, 50), Сольдо (Джёлонга, 46), Ярни 50', Брайкович, Карич (Петрич, 61), Влаович (Рапаич, 30) (Мумлек, 89) |                                                 |           |                                     | |

### 2002
| 13 февраля 2002 товарищеский матч | Хорватия               | 0:0 (0:0) | Болгария | Риека, Хорватия |
| | Штимац 43' · Шерич 62' | [ 25 ]    |          | Стадион: Кантрида Зрителей: 4 000 Судья: Дарко Чеферин (Словения) Помощники судьи: Иван Жунич (Словения) Помощник судьи: Андрей Коколь (Словения) |
| Хорватия: Плетикоса (Бутина, 46), Томас (Шимунич, 70), Ярни (Шерич 63', 62), Ковач, Штимац (Сольдо, 46), Шимич 44', Станич (Вугринец, 46), Просинечки (Рапаич, 46), Влаович (Балабан, 46), Живкович, Олич |                        |           |          | |

| 27 марта 2002 товарищеский матч | Хорватия               | 0:0 (0:0) | Словения   | Загреб, Хорватия |
| | Андрич 23' · Томас 42' | [ 26 ]    | Павлин 21' | Стадион: Максимир Зрителей: 8 000 Судья: Жолт Сабо (Венгрия) Помощники судьи: Янош Ринг (Венгрия) Помощник судьи: Тибор Вамош (Венгрия) |
| Хорватия: Плетикоса (Бутина, 46), Шимунич, Ярни (Хрман, 68), Живкович, Токич, Шимич (Станич, 46), Томас 43', Просинечки (Агич, 46), Шукер (Вугринец, 46), Андрич 23' (Олич, 60), Бокшич (Рапаич, 46) |                        |           |            | |

| 17 апреля 2002 товарищеский матч | Хорватия                    | 2:0 (1:0) | Босния и Герцеговина | Загреб, Хорватия |
| | Олич 44′ · Шукер 52′ (пен.) | [ 27 ]    |                      | Стадион: Максимир Зрителей: 2 000 Судья: Штефан Месснер (Австрия) Помощники судьи: Херберт Кренн (Австрия) Помощник судьи: Михаэль Робич (Австрия) |
| Хорватия: Плетикоса (Бутина, 61), Живкович (Саблич, 79), Ковач, Шимунич, Ярни (Шерич, 46), Сольдо, Томас, Просинечки (Ковач, 46), Шукер (Бошняк, 74), Влаович (Рапаич, 61), Олич (Вугринец, 46) |                             |           |                      | |

| 8 мая 2002 товарищеский матч | Венгрия | 0:2 (0:2) | Хорватия                                        | Печ, Венгрия |
| |         | [ 28 ]    | Дардаи 12′ (авт.) · Леко 17' · Н. Ковач 24′ 72' | Стадион: ПМФК Зрителей: 8 000 Судья: Фриц Штухлик (Австрия) Помощники судьи: Войцех Горгон (Австрия) Помощник судьи: Ален Ходжа (Австрия) |
| Хорватия: Бутина (Василь, 68), Шарич, Ярни (Бабич, 46), Тапалович, Саблич, Шимунич, Вугринец (Олич, 61), Леко 17' (Просинечки, 78), Марич (Петрич, 46), Рапаич (Агич, 65), Ковач 72' |         |           |                                                 | |

| 3 июня 2002 ЧМ 2002, группа G | Хорватия     | 0:1 (0:0) | Мексика           | Ниигата, Япония |
| | Живкович 59' | [ 29 ]    | Бланко 60′ (пен.) | Стадион: Биг Свон Зрителей: 32 239 Судья: Лу Цзюнь (Китай) Помощники судьи: Комалисваран Санкар (Индия) Помощник судьи: Тауфик Адженгуи (Тунис) Резервный судья: Фалла Н'Дойе (Сенегал) |
| Хорватия: Плетикоса, Шимунич, Томас, Живкович 59', Просинечки (Рапаич, 46), Шукер (Шарич, 64), Ковач, Бокшич (Станич, 67), Сольдо, Ярни, Ковач |              |           |                   | |

| 8 июня 2002 ЧМ 2002, группа G | Италия        | 1:2 (0:0) | Хорватия                             | Касима, Япония |
| | Вьери 51' 55′ | [ 30 ]    | Р. Ковач 39' · Олич 73′ · Рапаич 76′ | Стадион: Касима Зрителей: 36 472 Судья: Грэм Полл (Англия) Помощники судьи: Йенс Ларсен (Дания) Помощник судьи: Филип Шарп (Англия) Резервный судья: Уильям Маттус (Коста-Рика) |
| Хорватия: Плетикоса, Томас, Ковач 39', Шимунич, Шарич, Сольдо (Враньеш, 62), Ковач, Ярни , Вугринец (Олич, 57), Бокшич, Рапаич (Шимич, 79) |               |           |                                      | |

| 13 июня 2002 ЧМ 2002, группа G | Эквадор               | 1:0 (0:0) | Хорватия                  | Иокогама, Япония |
| | Мендес 48′ · Чала 86' | [ 31 ]    | Томас 72' · Шимунич 90+2' | Стадион: Международный стадион Зрителей: 65 862 Судья: Уильям Маттус (Коста-Рика) Помощники судьи: Мигель Джакомуцци (Парагвай) Помощник судьи: Роланд ван Нилен (Бельгия) Резервный судья: Марк Шилд (Австралия) |
| Хорватия: Плетикоса, Ковач, Шимунич 90+', Томас 72', Ковач (Враньеш, 59), Бокшич, Шарич (Станич, 68), Ярни , Олич, Шимич (Вугринец, 52), Рапаич |                       |           |                           | |

| 21 августа 2002 товарищеский матч | Хорватия   | 1:1 (0:1) | Уэльс                                 | Вараждин, Хорватия |
| | Петрич 79′ | [ 32 ]    | Дэвис 11′ · Хартсон 16' · Делейни 32' | Стадион: Стадион Вартекса Зрителей: 4 000 Судья: Луц Михаэль Фрёлих (Германия) Помощники судьи: Штефан Траутман (Германия) Помощник судьи: Олаф Блуменштейн (Германия) |
| Хорватия: Плетикоса (Бутина, 46), Живкович (Томас, 61), Тапалович (Бабич, 75), Шимунич, Ковач (Враньеш, 61), Ковач (Марич, 61), Шарич, Вугринец (Петрич, 46), Влаович (Леко, 46), Рапаич (Базина, 61), Марич (Марич, 46) |            |           |                                       | |

| 7 сентября 2002 ОЧЕ 2004, группа 8 | Хорватия                 | 0:0 (0:0) | Эстония                              | Осиек, Хорватия |
| | Бабич 63' · Живкович 71' | [ 33 ]    | Зелински 50' · Рооба 79' · Аллас 90' | Стадион: Градски врт Зрителей: 10 000 Судья: Хуан Фернандес Марин (Испания) Помощники судьи: Рафаэль Герреро Алонсо (Испания) Помощник судьи: Антонио Кардос Петерна (Испания) |
| Хорватия: Плетикоса, Живкович 72', Бабич 63', Шимич , Токич, Тапалович, Вугринец, Шарич (Томас, 78), Олич, Марич (Рапаич, 46), Марич (Петрич, 59) |                          |           |                                      | |

| 12 октября 2002 ОЧЕ 2004, группа 8 | Болгария                                                       | 2:0 (2:0) | Хорватия                          | София, Болгария |
| | С. Петров 22′ · Бербатов 37' 37′ · Балаков 76' · Г. Петров 87' | [ 34 ]    | Леко 13' · Тудор 75' · Станич 78' | Стадион: Васил Левски Зрителей: 43 200 Судья: Андерс Фриск (Швеция) Помощники судьи: Кеннет Петерссон (Швеция) Помощник судьи: Лейф Линдберг (Швеция) |
| Хорватия: Плетикоса, Шимич (Олич, 46), Томас, Ковач, Тудор 75', Живкович, Вугринец, Леко 15', Станич 78', Рапаич (Марич, 46), Бокшич (Марич, 70) |                                                                |           |                                   | |

| 20 ноября 2002 товарищеский матч | Румыния   | 0:1 (0:0) | Хорватия             | Тимишоара, Румыния |
| | Панку 32' | [ 35 ]    | Марич 47′ · Леко 63' | Стадион: Дан Пэлтинишану Зрителей: 36 000 Судья: Янош Медьебиро (Венгрия) Помощники судьи: Никушор Асандей (Румыния) Помощник судьи: Йон Мурешан (Румыния) |
| Хорватия: Плетикоса, Леко 64', Джёлонга (Мумлек, 82), Томас, Токич, Живкович , Срна, Росо (Агич, 76), Балабан (Марич, 46), Бабич, Олич (Марич, 31 (Буле, 90) |           |           |                      | |

### 2003
| 9 февраля 2003 товарищеский матч | Хорватия                                  | 2:2 (1:1) | Македония                                                | Шибеник, Хорватия |
| | Марич 32′ (пен.) · Токич 60' · Андрич 71′ | [ 36 ]    | Седлоски 10′ (пен.) 40' · Христовский 29' · Толеский 60′ | Стадион: Шубичевац Зрителей: 1 522 Судья: Синиша Зрнич (Босния и Герцеговина) Помощники судьи: Муйо Тутун (Босния и Герцеговина) Помощник судьи: Владимир Доминикович (Босния и Герцеговина) |
| Хорватия: Плетикоса (Бутина, 46), Режич (Саболчки, 46), Агич, Андрич, Токич, Смое (Царевич, 78), Срна, Карич (Балабан, 46), Олич (Хрман, 62), Мумлек, Марич |                                           |           |                                                          | |

| 12 февраля 2003 Трофей Марьяна 2003 | Хорватия  | 0:0 (0:0) | Польша        | Сплит, Хорватия |
| | Томас 68' | [ 37 ]    | Гловацкий 52' | Стадион: Полюд Зрителей: 1 000 Судья: Франц-Ксавер Вак (Германия) Помощники судьи: Маркус Шайбель (Германия) Помощник судьи: Феликс Брих (Германия) |
| Хорватия: Плетикоса, Живкович (Шимич, 46), Томас 68', Ковач, Шимунич, Срна (Морнар, 46), Тудор (Леко, 63), Росо (Мумлек, 88), Бабич (Шерич, 46), Марич (Марич, 67), Олич |           |           |               | |

| 29 марта 2003 ОЧЕ 2004, группа 8 | Хорватия                                             | 4:0 (1:0) | Бельгия                   | Загреб, Хорватия |
| | Срна 9′ · Росо 26' · Пршо 55′ · Марич 70′ · Леко 76′ | [ 38 ]    | Де Кок 20' · Дефляндр 70' | Стадион: Максимир Зрителей: 18 117 Судья: Херберт Фандель (Германия) Помощники судьи: Харальд Сатер (Германия) Помощник судьи: Ян-Хендрик Зальвер (Германия) |
| Хорватия: Плетикоса, Шимич, Шимунич, Ковач, Тудор (Ковач, 77), Живкович , Рапаич, Росо 26' (Леко, 46), Пршо (Станич, 71), Срна 34', Марич |                                                      |           |                           | |

| 2 апреля 2003 ОЧЕ 2004, группа 8 | Хорватия                                          | 2:0 (2:0) | Андорра   | Вараждин, Хорватия |
| | Рапаич 10′ (пен.), 43′ · Тудор 63' · Н. Ковач 73' | [ 39 ]    | Жонас 10' | Стадион: Стадион Вартекса Зрителей: 8 290 Судья: Мирча Саломир (Румыния) Помощники судьи: Дан Лазареску (Румыния) Помощник судьи: Георге Видан (Румыния) |
| Хорватия: Плетикоса, Шимич, Шимунич (Ковач 73', 46), Ковач, Тудор 63', Живкович , Рапаич (Бабич, 65), Леко, Пршо, Срна, Марич (Станич, 46) |                                                   |           |           | |

| 30 апреля 2003 товарищеский матч | Швеция          | 1:2 (1:1) | Хорватия                          | Стокгольм, Швеция |
| | Ибрагимович 33′ | [ 40 ]    | Олич 6′ · Живкович 58′ · Леко 88' | Стадион: Росунда Зрителей: 20 000 Судья: Дик ван Эгмонд (Нидерланды) Помощники судьи: Ари Бринк (Нидерланды) Помощник судьи: Вейнанд Рутгерс (Нидерланды) |
| Хорватия: Плетикоса, Шимич (Леко, 46), Ковач, Шимунич, Живкович (Бабич, 71), Томас, Росо (Станич, 46), Ковач (Срна, 46), Рапаич (Шерич, 62), Пршо (Морнар, 46), Олич (Марич, 77) |                 |           |                                   | |

| 11 июня 2003 ОЧЕ 2004, группа 8 | Эстония                  | 0:1 (0:0) | Хорватия                                                        | Таллин, Эстония |
| | Кристал 20' · Пийроя 38' | [ 41 ]    | Шимич 12' · Срна 32' · Живкович 66' · Н. Ковач 76′ · Олич 90+3' | Стадион: А. Ле Кок Арена Зрителей: 5 000 Судья: Ален Хамер (Люксембург) Помощники судьи: Анри Ройтер (Люксембург) Помощник судьи: Фрэнсис Крело (Люксембург) |
| Хорватия: Плетикоса, Шимич 13' (Марич, 61), Шимунич, Бабич (Леко, 72), Томас, Живкович 66', Рапаич (Росо, 79), Срна 32', Пршо, Ковач, Олич 90+' |                          |           |                                                                 | |

| 20 августа 2003 товарищеский матч | Англия                                                   | 3:1 (1:0) | Хорватия                                 | Ипсуич (Англия), Англия |
| | Бекхэм 9′ (пен.) · Оуэн 51′ · Джеррард 68' · Лэмпард 80′ | [ 42 ]    | Н. Ковач 11' · Р. Ковач 63' · Морнар 77′ | Стадион: Портмен Роуд Зрителей: 28 700 Судья: Клаус Бо Ларсен (Дания) Помощники судьи: Оле Хансен (Дания) Помощник судьи: Финн Расмуссен (Дания) |
| Хорватия: Плетикоса (Бутина, 70), Шимич (Бабич, 46), Ковач 63', Шимунич, Живкович (Шерич, 73), Томас, Леко (Росо, 60), Ковач 11' (Агич, 73), Рапаич (Срна, 46), Олич, Марич (Морнар, 46) |                                                          |           |                                          | |

| 6 сентября 2003 ОЧЕ 2004, группа 8 | Андорра                                  | 0:3 (0:2) | Хорватия                                                                   | Андорра-ла-Велья, Андорра |
| | Гонсалес 12' · Рамирес 18' · Сонеджи 67' | [ 43 ]    | Н. Ковач 5′ · Шимунич 17′ · Леко 32' · Росо 71′ · Р. Ковач 78' · Томас 87' | Стадион: Комуналь Зрителей: 1 000 Судья: Мирослав Либа (Чехия) Помощники судьи: Эвжен Амлер (Чехия) Помощник судьи: Патрик Филипек (Чехия) |
| Хорватия: Плетикоса, Шимунич, Шимич , Томас 87', Ковач 78', Леко 32' (Тудор, 46), Рапаич, Росо, Морнар, Ковач (Враньеш, 33), Олич (Пршо, 55) |                                          |           |                                                                            | |

| 10 сентября 2003 ОЧЕ 2004, группа 8 | Бельгия                                      | 2:1 (2:1) | Хорватия                                                                          | Брюссель, Бельгия |
| | Ван Бюйтен 18' · Сонк 35′, 43′ · Мартенс 90' | [ 44 ]    | Морнар 4' · Шимич 36′ · Живкович 68' · Шимунич 18' 72' · Томас 75' · Н. Ковач 83' | Стадион: Стадион короля Бодуэна Зрителей: 30 000 Судья: Грэм Полл (Англия) Помощники судьи: Филип Шарп (Англия) Помощник судьи: Даррен Дрисдейл (Англия) |
| Хорватия: Плетикоса, Шимич, Шимунич 17' 72', Томас 75', Ковач, Живкович 68', Рапаич (Марич, 78), Росо (Срна, 65), Морнар 4', Ковач 83', Олич (Пршо, 46) |                                              |           |                                                                                   | |

| 11 октября 2003 ОЧЕ 2004, группа 8 | Хорватия                                       | 1:0 (0:0) | Болгария                                | Загреб, Хорватия |
| | Тудор 38' · Р. Ковач 41' · Олич 48′ · Леко 89' | [ 45 ]    | Димитров 14' · Крастев 35' · Петров 82' | Стадион: Максимир Зрителей: 35 000 Судья: Жиль Вессьер (Франция) Помощники судьи: Серж Валлен (Франция) Помощник судьи: Фредерик Арно (Франция) |
| Хорватия: Плетикоса, Шимич, Враньеш, Ковач 41', Тудор 38', Живкович , Рапаич (Бабич, 54), Срна (Олич, 46), Пршо, Леко 89', Морнар (Росо, 76) |                                                |           |                                         | |

| 15 ноября 2003 ОЧЕ 2004, стыковые игры | Хорватия                                                     | 1:1 (1:1) | Словения                              | Загреб, Хорватия |
| | Пршо 5′ 86' · Олич 32' · Неретляк 47' · Томас 72' · Срна 83' | [ 46 ]    | Карич 4' · Шиляк 22′ 32' · Шукало 80' | Стадион: Максимир Зрителей: 36 000 Судья: Маркус Мерк (Германия) Помощники судьи: Кристиан Шреэр (Германия) Помощник судьи: Ян-Хендрик Зальвер (Германия) |
| Хорватия: Плетикоса, Шимич, Неретляк 47', Томас 72', Тудор, Живкович (Срна 83', 59), Морнар, Леко (Росо, 46), Пршо 86', Ковач, Олич 32' (Рапаич, 46) |                                                              |           |                                       | |

| 19 ноября 2003 ОЧЕ 2004, стыковые игры | Словения  | 0:1 (0:0) (1:2 по сумме двух матчей) | Хорватия                            | Любляна, Словения |
| | Карич 11' | [ 47 ]                               | Тудор 37' 59' · Пршо 61′ · Леко 90' | Стадион: Бежиград Зрителей: 10 000 Судья: Урс Майер (Швейцария) Помощники судьи: Рудольф Кеппели (Швейцария) Помощник судьи: Мартин Исели (Швейцария) |
| Хорватия: Плетикоса, Срна, Шимунич (Бабич, 52), Ковач, Тудор 36' 59', Живкович , Рапаич (Томас, 69), Росо, Пршо (Леко 90', 75), Ковач, Шокота |           |                                      |                                     | |

### 2004
| 18 февраля 2004 товарищеский матч | Хорватия                                  | 1:2 (0:1) | Германия                | Сплит, Хорватия |
| | Шимунич 43' · Н. Ковач 55' · Неретляк 86′ | [ 48 ]    | Клозе 34′ · Рамелов 90′ | Стадион: Полюд Зрителей: 9 212 Судья: Петер Фрёйдфельдт (Швеция) Помощники судьи: Стефан Виттберг (Швеция) Помощник судьи: Ингемар Ларссон (Швеция) |
| Хорватия: Плетикоса, Живкович , Ковач (Шимич, 46), Томас, Шимунич 43', Ковач 55', Срна (Буле, 62), Росо (Леко, 46), Бабич (Неретляк, 74), Пршо (Олич, 58), Класнич |                                           |           |                         | |

| 31 марта 2004 товарищеский матч | Хорватия             | 2:2 (1:0) | Турция                                                   | Загреб, Хорватия |
| | Шокота 2′ · Срна 76′ | [ 49 ]    | Балджи 24' · Озат 54' · Бирьол 73′ · Елек 75' · Атан 78′ | Стадион: Максимир Зрителей: 12 000 Судья: Жуан Феррейра (Португалия) Помощники судьи: Жуан Феррейра душ Сантуш (Португалия) Помощник судьи: Луиш Мигел Кордаш Тавариш (Португалия) |
| Хорватия: Плетикоса (Бутина, 46), Токич, Шимунич (Шимич, 46), Томас (Срна, 59), Тудор (Росо, 46), Живкович , Морнар (Леко, 46), Бабич (Агич, 46), Пршо, Рапаич (Неретляк, 70), Шокота (Олич, 12) |                      |           |                                                          | |

| 28 апреля 2004 товарищеский матч | Македония                         | 0:1 (0:0) | Хорватия                               | Скопье, Македония |
| | Стояноский 36' · Шумуликоский 70' | [ 50 ]    | Класнич 34′ · Токич 35' · Дидулица 75' | Стадион: Городской стадион Зрителей: 15 000 Судья: Исмет Арзуман (Турция) Помощники судьи: Бахаттин Дуран (Турция) Помощник судьи: Серкан Ок (Турция) |
| Хорватия: Бутина (Дидулица, 46), Живкович , Токич 35', Томас (Шимич, 46), Срна, Ковач (Леко, 46), Тудор (Белица, 58), Шимунич, Рапаич (Бабич, 46), Класнич (Олич, 46), Шокота (Росо, 79) |                                   |           |                                        | |

| 29 мая 2004 товарищеский матч | Хорватия            | 1:0 (1:0) | Словакия | Риека, Хорватия |
| | Олич 29′ · Агич 89' | [ 51 ]    |          | Стадион: Кантрида Зрителей: 7 000 Судья: Виктор Кашшаи (Венгрия) Помощники судьи: Аттила Келемен (Венгрия) Помощник судьи: Аттила Эрёш (Венгрия) |
| Хорватия: Плетикоса, Шимич (Агич 89', 80), Ковач (Токич, 52), Шимунич, Морнар (Леко, 66), Росо, Белица (Ковач, 46), Живкович , Рапаич (Неретляк, 71), Шокота (Марич, 72), Олич |                     |           |          | |

| 5 июня 2004 товарищеский матч | Дания    | 1:2 (0:2) | Хорватия                                          | Копенгаген, Дания |
| | Санд 56′ | [ 52 ]    | Шокота 27′ · Белица 31' · Олич 39′ · Живкович 60' | Стадион: Паркен Зрителей: 30 843 Судья: Фриц Штухлик (Австрия) Помощники судьи: Войцех Горгон (Австрия) Помощник судьи: Геральд Кайнц (Австрия) |
| Хорватия: Плетикоса, Шимич, Шимунич (Томас, 72), Ковач, Живкович 60', Белица 30' (Токич, 89), Ковач, Шокота (Неретляк, 89), Олич (Росо, 65), Морнар (Класнич, 46), Пршо (Срна, 46) |          |           |                                                   | |

| 13 июня 2004 ЧЕ 2004, группа B | Швейцария                               | 0:0 (0:0) | Хорватия                                                       | Лейрия, Португалия |
| | Штиль 73' · Фогель 4' 50' · Хуггель 41' | [ 53 ]    | Пршо 13' · Белица 30' · Рапаич 48' · Живкович 51' · Морнар 52' | Стадион: Магальяйнш Песоа Зрителей: 24 090 Судья: Лусилиу Батишта (Португалия) Помощники судьи: Паулу Жоржи Жануариу Лейте Рибейру (Португалия) Помощник судьи: Жозе Кардинал (Португалия) Резервный судья: Терье Хауге (Норвегия) |
| Хорватия: Бутина, Живкович 51', Ковач, Шимич (Срна, 59), Шимунич, Белица 30' (Росо, 74), Ковач, Морнар 52', Олич (Рапаич 48', 46), Шокота, Пршо 13' |                                         |           |                                                                | |

| 17 июня 2004 ЧЕ 2004, группа B | Хорватия                                                                      | 2:2 (0:1) | Франция                                                 | Лейрия, Португалия |
| | Тудор 39' · Рапаич 48′ (пен.) · Пршо 52′ · Росо 61' · Р. Ковач 64' · Леко 78' | [ 54 ]    | Тудор 22′ (авт.) · Виейра 32' · Дакур 60' · Трезеге 64′ | Стадион: Магальяйнш Песоа Зрителей: 29 160 Судья: Ким Милтон Нильсен (Дания) Помощники судьи: Йенс Ларсен (Дания) Помощник судьи: Йёрген Йепсен (Дания) Резервный судья: Андерс Фриск (Швеция) |
| Хорватия: Бутина, Шимич , Ковач 64', Тудор 39', Шимунич, Белица (Леко 78', 68), Ковач, Росо 61', Рапаич (Морнар, 86), Пршо, Шокота (Олич, 72) |                                                                               |           |                                                         | |

| 21 июня 2004 ЧЕ 2004, группа B | Хорватия                            | 2:4 (1:2) | Англия                                            | Лиссабон, Португалия |
| | Н. Ковач 5′ · Шимич 63' · Тудор 73′ | [ 55 ]    | Скоулз 40′ · Руни 40+1′ (пен.), 68′ · Лэмпард 79′ | Стадион: Эштадиу да Луш Зрителей: 57 047 Судья: Пьерлуиджи Коллина (Италия) Помощники судьи: Марко Ивальди (Италия) Помощник судьи: Нарчизо Пизакрета (Италия) Резервный судья: Мануэль Энрике Мехуто Гонсалес (Испания) |
| Хорватия: Бутина, Шимич 63' (Срна, 67), Ковач (Морнар, 46), Живкович , Шимунич, Тудор, Ковач, Росо, Рапаич (Олич, 55), Пршо, Шокота |                                     |           |                                                   | |

| 18 августа 2004 товарищеский матч | Хорватия                             | 1:0 (1:0) | Израиль                                                     | Вараждин, Хорватия |
| | Шимунич 29′ · Балабан 65' · Леко 76' | [ 56 ]    | Голан 70' · Бен-Хаим 79' · Нимни 80' · Афек 82' · Бадир 83' | Стадион: Стадион Вартекса Зрителей: 8 000 Судья: Яцек Гранат (Польша) Помощники судьи: Славомир Стемпневский (Польша) Помощник судьи: Дариуш Вардак (Польша) |
| Хорватия: Бутина (Плетикоса, 46), Тудор, Ковач (Враньеш, 46), Шимунич, Срна, Леко (Шафарич, 77), Ковач , Бабич (Леко 76', 57), Кранчар (Банович, 57), Морнар (Балабан 66', 57), Класнич |                                      |           |                                                             | |

| 4 сентября 2004 ОЧМ 2006, группа 8                                                                                                   | Хорватия                                                 | 3:0 (1:0) | Венгрия                                                               | Загреб, Хорватия |
| | Кранчар 15' · Пршо 32′ · Класнич 57′ · Дьепеш 80′ (авт.) | [ 57 ]    | Шимек 7' · Хусти 11' · Гера 21' · Боднар 22' · Роша 51' · Мольнар 83' | Стадион: Максимир Зрителей: 20 853 Судья: Майк Райли (Англия) Помощники судьи: Дэвид Бабски (Англия) Помощник судьи: Глен Тёрнер (Англия) |
| Хорватия: Бутина, Срна (Морнар, 84), Шимунич, Ковач, Тудор, Враньеш, Бабич, Кранчар 15' (Леко, 78), Ковач , Пршо (Олич, 74), Класнич |                                                          |           |                                                                       | |

| 8 сентября 2004 ОЧМ 2006, группа 8 | Швеция    | 0:1 (0:0) | Хорватия                                                                   | Гётеборг, Швеция |
| | Юнсон 86' | [ 58 ]    | Р. Ковач 34' · Срна 64′ · Бабич 72' · Леко 79' · Шимунич 86' · Враньеш 89' | Стадион: Ня Уллеви Зрителей: 40 023 Судья: Артуро Дауден Ибаньес (Испания) Помощники судьи: Клементе Айете Плоу (Испания) Помощник судьи: Хуан Карлос Юсте Хименес (Испания) |
| Хорватия: Бутина, Срна, Шимунич 85', Ковач 33', Тудор, Враньеш 88', Бабич 71', Ковач , Пршо (Токич, 90+3), Класнич (Олич, 46), Кранчар (Леко, 63, 78') |           |           |                                                                            | |

| 9 октября 2004 ОЧМ 2006, группа 8 | Хорватия                                            | 2:2 (2:0) | Болгария                                                  | Загреб, Хорватия |
| | Срна 15′, 31′ (пен.) 60' · Р. Ковач 74' · Бабич 84' | [ 59 ]    | Кишишев 54' · Янев 66' · М. Петров 78′ 84' · Бербатов 86′ | Стадион: Максимир Зрителей: 31 565 Судья: Пьерлуиджи Коллина (Италия) Помощники судьи: Марко Ивальди (Италия) Помощник судьи: Клаудио Пульизи (Италия) |
| Хорватия: Бутина, Срна 61', Шимунич, Ковач 74' (Банович, 77), Токич, Враньеш, Бабич 85', Ковач , Кранчар (Балабан, 69), Пршо, Класнич (Леко, 57) |                                                     |           |                                                           | |

| 16 ноября 2004 товарищеский матч | Ирландия  | 1:0 (1:0) | Хорватия | Дублин, Ирландия |
| | Keane 24′ | [ 60 ]    |          | Стадион: Лэнсдаун Роуд Зрителей: 42 300 Судья: Гильфи Тоур Оррасон (Исландия) Помощники судьи: Гуннар Гильфасон (Исландия) Помощник судьи: Гудмундур Йоунссон (Исландия) |
| Хорватия: Бутина, Шимунич (Неретляк, 74), Ковач, Тудор (Балабан, 46), Томас (Токич, 66), Срна, Враньеш (Леко, 65), Бабич (Праньич, 59), Ковач , Кранчар, Класнич (Эдуардо да Силва, 59) |           |           |          | |

### 2005
| 9 февраля 2005 товарищеский матч | Израиль                             | 3:3 (1:1) | Хорватия                           | Иерусалим, Израиль |
| | Балили 39′ · Бенаюн 76′ · Голан 85′ | [ 61 ]    | Класнич 15′, 79′ · Срна 56′ (пен.) | Стадион: Тедди Коллек Зрителей: 6 000 Судья: Паникос Каилис (Кипр) Помощники судьи: Эрец Цательман (Израиль) Помощник судьи: Шмуэль Штейф (Израиль) |
| Хорватия: Плетикоса, Томас (Саблич, 46), Ковач, Шимунич (Неретляк, 63), Срна, Ковач (Враньеш, 63), Леко, Праньич (Бабич, 75), Эдуардо да Силва (Беланович, 75), Класнич, Кранчар (Леко, 70) |                                     |           |                                    | |

| 26 марта 2005 ОЧМ 2006, группа 8 | Хорватия                                                                     | 4:0 (1:0) | Исландия                          | Загреб, Хорватия |
| | Пршо 27' 90′ · Н. Ковач 40′, 75′ 55' · Шимунич 71′ 86' · Срна 83' · Леко 90' | [ 62 ]    | Хельгюсон 31' · И. Сигурдссон 38' | Стадион: Максимир Зрителей: 17 912 Судья: Джером Деймон (ЮАР) Помощники судьи: Энок Молефе (ЮАР) Помощник судьи: Джастис Йебоа (Ghana) |
| Хорватия: Бутина, Томас, Тудор, Шимунич 86', Срна 83', Ковач 55', Леко (Леко 90+', 78), Шерич (Бошняк, 85), Кранчар, Класнич (Олич, 67), Пршо 27' |                                                                              |           |                                   | |

| 30 марта 2005 ОЧМ 2006, группа 8                                                                                               | Хорватия                  | 3:0 (2:0) | Мальта                   | Загреб, Хорватия |
| | Пршо 23′, 35′ · Тудор 80′ | [ 63 ]    | Аджиус 19' · Мэттокс 62' | Стадион: Максимир Зрителей: 15 510 Судья: Костас Капитанис (Кипр) Помощники судьи: Фриксос Петру (Кипр) Помощник судьи: Андреас Ксанту (Кипр) |
| Хорватия: Бутина, Томас, Ковач (Олич, 46), Тудор, Леко, Бабич, Ковач (Враньеш, 77), Кранчар, Бошняк (Токич, 68), Пршо, Класнич |                           |           |                          | |

| 4 июня 2005 ОЧМ 2006, группа 8                                                                                                | Болгария                                   | 1:3 (0:1) | Хорватия                                                          | София, Болгария |
| | Стоянов 20' · Бербатов 41' · М. Петров 73′ | [ 64 ]    | Олич 16' · Бабич 18′ · Тудор 30' 58′ · Р. Ковач 42' · Кранчар 80′ | Стадион: Васил Левски Зрителей: 43 200 Судья: Ким Милтон Нильсен (Дания) Помощники судьи: Йёрген Йепсен (Дания) Помощник судьи: Торбен Йенсен (Дания) |
| Хорватия: Бутина, Ковач 42', Томас, Тудор 30', Шимунич, Ковач , Бабич, Срна, Кранчар (Леко, 82), Олич 16' (Балабан, 90), Пршо |                                            |           |                                                                   | |

| 17 августа 2005 товарищеский матч | Хорватия    | 1:1 (1:1) | Бразилия                                    | Сплит, Хорватия |
| | Кранчар 32′ | [ 65 ]    | Рикардиньо 42′ · Андерсон Луис да Силва 72' | Стадион: Полюд Зрителей: 27 256 Судья: Флориан Майер (Германия) Помощники судьи: Зёнке Глиндеман (Германия) Помощник судьи: Хайнер Мюллер (Германия) |
| Хорватия: Бутина (Плетикоса, 60), Томас (Шимич, 46), Ковач, Тудор, Шимунич, Ковач (Враньеш, 87), Класнич (Балабан, 78), Олич (Эдуардо да Силва, 51), Срна, Кранчар (Шерич, 83), Бабич |             |           |                                             | |

| 3 сентября 2005 ОЧМ 2006, группа 8                                                                                         | Исландия                                                                              | 1:3 (1:0) | Хорватия                                                                       | Рейкьявик, Исландия |
| | Гудьонсен 24′ · Торвальдссон 25' · Хельгасон 42' · Гюннарссон 60' · К. Сигурдссон 72' | [ 66 ]    | Шимунич 8' · Срна 38' 82′ (пен.) · Р. Ковач 52' · Балабан 56′, 64′ · Тудор 60' | Стадион: Лаугардалсвёллур Зрителей: 5 520 Судья: Вольфганг Штарк (Германия) Помощники судьи: Харальд Сатер (Германия) Помощник судьи: Маркус Шайбель (Германия) |
| Хорватия: Плетикоса, Шимич, Ковач 52', Шимунич 8', Срна 38', Тудор 60', Ковач , Бабич, Кранчар, Балабан, Пршо (Бошняк, 83) |                                                                                       |           |                                                                                | |

| 7 сентября 2005 ОЧМ 2006, группа 8 | Мальта                                            | 1:1 (0:1) | Хорватия                                | Аттард, Мальта |
| | Аджиус 20' · Веллман 78′ · Саммут 78' · Грима 90' | [ 67 ]    | Кранчар 19′ · Бабич 44' · Токич 53' 90' | Стадион: Национальный стадион Зрителей: 916 Судья: Атанассиос Бриакос (Греция) Помощники судьи: Константинос Даллас (Греция) Помощник судьи: Димитрис Цортанидис (Греция) |
| Хорватия: Плетикоса, Шимич (Класнич, 80), Токич 35' 90+', Шимунич, Срна, Ковач , Бабич 44', Шерич 65' (Леко, 68), Кранчар, Балабан (Бошняк, 68), Пршо |                                                   |           |                                         | |

| 8 октября 2005 ОЧМ 2006, группа 8                                                                                           | Хорватия                                     | 1:0 (0:0) | Швеция    | Загреб, Хорватия |
| | Н. Ковач 15' · Кранчар 39' · Срна 56′ (пен.) | [ 68 ]    | Эдман 23' | Стадион: Максимир Зрителей: 34 015 Судья: Массимо де Сантис (Италия) Помощники судьи: Марко Ивальди (Италия) Помощник судьи: Алессандро Гризелли (Италия) |
| Хорватия: Бутина, Томас, Ковач, Шимунич, Срна, Тудор, Ковач 15', Бабич, Кранчар 39', Пршо (Шимич, 89), Класнич (Бошняк, 70) |                                              |           |           | |

| 12 октября 2005 ОЧМ 2006, группа 8                                                                                                  | Венгрия  | 0:0 (0:0) | Хорватия  | Будапешт, Венгрия |
| | Штарк 4' | [ 69 ]    | Томас 59' | Стадион: Ференц Суса Зрителей: 6 979 Судья: Клаус Бо Ларсен (Дания) Помощники судьи: Билл Рене Хансен (Дания) Помощник судьи: Андерс Норрестранн (Дания) |
| Хорватия: Бутина, Томас 59', Ковач, Токич, Срна, Тудор , Враньеш, Леко (Леко, 63), Класнич (Бошняк, 63) (Шимич, 89), Балабан, Бабич |          |           |           | |

| 12 ноября 2005 товарищеский матч | Португалия                   | 2:0 (1:0) | Хорватия                | Коимбра, Португалия |
| | Пети 32′ · Педру Паулета 65′ | [ 70 ]    | Р. Ковач 37' · Леко 40' | Стадион: Муниципальный стадион Зрителей: 16 370 Судья: Ким Милтон Нильсен (Дания) Помощники судьи: Йёрген Йепсен (Дания) Помощник судьи: Торбен Йенсен (Дания) |
| Хорватия: Бутина, Томас, Ковач 37' (Токич, 46), Шимунич, Срна (Бошняк, 46), Леко 40', Ковач , Бабич, Кранчар, Пршо, Балабан (Леко, 75) |                              |           |                         | |

### 2006
| 29 января 2006 КЛН 2006 | Корея                                              | 2:0 (1:0) | Хорватия | Гонконг, Китай |
| | Ким Дон Джин 36′ · Ли Чхон Су 50′ · Пэк Чи Хун 88' | [ 71 ]    | Леко 27' | Стадион: Гонконг Зрителей: 16 841 Судья: Wong Chi Tang (Гонконг) Помощники судьи: Ming Fai Poon (Гонконг) Помощник судьи: Chi Ming Yeung (Гонконг) |
| Хорватия: Дидулица, Токич , Еше (Вукман, 71), Неретляк, Бошняк, Леко 27', Балатинац (Петрич, 46), Бенко, Кранчар, Вугринец (Шафарич, 71), Эдуардо да Силва |                                                    |           |          | |

| 1 февраля 2006 КЛН 2006 | Гонконг            | 0:4 (0:2) | Хорватия                                                       | Гонконг, Китай |
| | Poon Yiu Cheuk 31' | [ 72 ]    | Кнежевич 15′ · Бенко 25' · Леко 29′ · Эдуардо 64′ · Бошняк 72′ | Стадион: Гонконг Зрителей: 13 971 Судья: Масааки Иемото (Япония) Помощники судьи: Yim Yau Cheung (Гонконг) Помощник судьи: Siu Chuen Lui (Гонконг) |
| Хорватия: Дидулица (Турина, 46), Вукман (Вугринец, 46), Токич , Кнежевич, Неретляк (Бартулович, 46) (Шафарич, 75), Леко, Кранчар, Линич, Бошняк, Эдуардо да Силва (Еше, 83), Бенко 25' (Посавец, 69) |                    |           |                                                                | |

| 1 марта 2006 товарищеский матч | Аргентина           | 2:3 (2:1) | Хорватия                                          | Базель, Швейцария |
| | Тевес 4′ · Месси 6′ | [ 73 ]    | Класнич 3′ · Срна 50' 52′ · Тудор 87' · Шимич 90′ | Стадион: Санкт-Якоб Парк Зрителей: 15 000 Судья: Маркус Нобс (Швейцария) Помощники судьи: Рудольф Кеппели (Швейцария) Помощник судьи: Стефан Кухат (Швейцария) |
| Хорватия: Плетикоса, Шимич, Тудор 87', Томас (Токич, 46), Срна 50', Ковач (Леко, 82), Модрич (Леко, 84), Бабич, Кранчар (Булят, 89), Пршо (Петрич, 89), Класнич (Олич, 75) |                     |           |                                                   | |

| 23 мая 2006 товарищеский матч | Австрия     | 1:4 (1:2) | Хорватия                                  | Вена, Австрия |
| | Иваншиц 14′ | [ 74 ]    | Класнич 11′ 35′ · Бабич 55′ · Балабан 69′ | Стадион: Эрнст Хаппель Зрителей: 22 000 Судья: Херберт Фандель (Германия) Помощники судьи: Хайнер Мюллер (Германия) Помощник судьи: Карстен Кадах (Германия) |
| Хорватия: Плетикоса (Дидулица, 46), Шимич, Ковач (Токич, 61), Томас, Срна (Леко, 70), Тудор, Ковач (Модрич, 57), Бабич, Кранчар, Пршо (Балабан, 57), Класнич (Олич, 46) |             |           |                                           | |

| 28 мая 2006 товарищеский матч | Хорватия                    | 2:2 (1:1) | Иран                     | Осиек, Хорватия |
| | Пршо 31′ · Бабич 90′ (пен.) | [ 75 ]    | Карими 21′ · Борхани 82′ | Стадион: Градски врт Зрителей: 20 000 Судья: Желько Ширич (Хорватия) Помощники судьи: Предраг Боровец (Хорватия) Помощник судьи: Томислав Шетка (Хорватия) |
| Хорватия: Плетикоса, Шимич, Ковач, Томас (Токич, 46), Срна (Леко, 64), Тудор (Модрич, 46), Ковач (Враньеш, 23), Бабич, Кранчар, Пршо (Олич, 58), Класнич (Балабан, 75) |                             |           |                          | |

| 3 июня 2006 товарищеский матч | Хорватия | 0:1 (0:0) | Польша                   | Вольфсбург, Германия |
| |          | [ 76 ]    | Смолярек 54′ · Расяк 90' | Стадион: Фольксваген-Арена Зрителей: 10 000 Судья: Флориан Майер (Германия) Помощники судьи: Карстен Кадах (Германия) Помощник судьи: Хольгер Хеншель (Германия) |
| Хорватия: Бутина, Шимич (Токич, 87), Ковач , Шимунич, Срна (Булят, 46), Враньеш (Леко, 63), Модрич (Балабан, 73), Бабич, Кранчар (Леко, 46), Класнич, Олич (Бошняк, 46) |          |           |                          | |

| 7 июня 2006 товарищеский матч | Испания                 | 2:1 (0:1) | Хорватия    | Женева, Швейцария |
| | Перния 62′ · Торрес 90′ | [ 77 ]    | Кранчар 14′ | Стадион: Стад де Женев Зрителей: 15 000 Судья: Стефан Ланнуа (Франция) Помощники судьи: Патрик Ренбо (Франция) Помощник судьи: Эрик Дансо (Франция) |
| Хорватия: Плетикоса, Шимич (Токич, 85), Ковач (Модрич, 46), Шимунич, Леко, Тудор, Ковач (Враньеш, 68), Бабич, Кранчар (Леко, 70), Пршо (Бошняк, 75), Класнич (Балабан, 88) |                         |           |             | |

| 13 июня 2006 ЧМ 2006, группа F                                                                                                  | Бразилия               | 1:0 (1:0) | Хорватия                                | Берлин, Германия |
| | Эмерсон 42' · Кака 44′ | [ 78 ]    | Н. Ковач 32' · Р. Ковач 67' · Тудор 90' | Стадион: Олимпийский стадион Зрителей: 72 000 Судья: Бенито Арчундиа (Мексика) Помощники судьи: Хосе Рамирес Диас (Мексика) Помощник судьи: Гектор Вергара (Канада) Резервный судья: Мохаммед Гуэззаз (Марокко) |
| Хорватия: Плетикоса, Шимич, Ковач 67', Шимунич, Срна, Тудор 90', Ковач 32' (Леко, 40), Кранчар, Бабич, Пршо, Класнич (Олич, 55) |                        |           |                                         | |

| 18 июня 2006 ЧМ 2006, группа F | Япония                                  | 0:0 (0:0) | Хорватия                | Нюрнберг, Германия |
| | Миямото 21' · Кавагути 42' · Сантос 72' | [ 79 ]    | Р. Ковач 32' · Срна 69' | Стадион: Франкенштадион Зрителей: 41 000 Судья: Франк де Блекере (Бельгия) Помощники судьи: Петер Херманс (Бельгия) Помощник судьи: Вальтер Вроманс (Бельгия) Резервный судья: Кевин Стотт (США) |
| Хорватия: Плетикоса, Шимич, Ковач 32', Шимунич, Срна 69' (Бошняк, 86), Тудор (Олич, 69), Ковач , Бабич, Кранчар (Модрич, 77), Пршо, Класнич |                                         |           |                         | |

| 22 июня 2006 ЧМ 2006, группа F | Хорватия                                                                                   | 2:2 (1:1) | Австралия                                     | Штутгарт, Германия |
| | Срна 2′ · Шимич 32' 85' · Тудор 39' · Н. Ковач 56′ · Шимунич 61' 90' 90+3' · Плетикоса 70' | [ 80 ]    | Мур 38′ (пен.) · Кьюэлл 79′ · Эмертон 81' 87' | Стадион: Готтлиб-Даймлер-Штадион Зрителей: 52 000 Судья: Грэм Полл (Англия) Помощники судьи: Филип Шарп (Англия) Помощник судьи: Глен Тёрнер (Англия) Резервный судья: Кевин Стотт (США) |
| Хорватия: Плетикоса 70', Шимич 32' 85', Томас 38' (Класнич, 84), Шимунич 61' 90+3', Бабич, Срна, Тудор, Ковач , Кранчар (Леко, 65), Олич (Модрич, 74), Пршо |                                                                                            |           |                                               | |

| 16 августа 2006 товарищеский матч | Италия                                     | 0:2 (0:2) | Хорватия                                                        | Ливорно, Италия |
| | Терлицци 36' · Ливерани 36' · Кьеллини 74' | [ 81 ]    | Эдуардо 21' 28′ · Срна 36' · Модрич 42′ · Леко 50' · Петрич 90' | Стадион: Армандо Пикки Зрителей: 16 150 Судья: Кнут Кирхер (Германия) Помощники судьи: Вольфганг Вальц (Германия) Помощник судьи: Торстен Шиффнер (Германия) |
| Хорватия: Плетикоса, Саблич, Кнежевич, Шимунич, Шерич (Чорлука, 46), Срна 36' (Кранчар, 46), Ковач (Леко 50', 46), Модрич, Эдуардо да Силва 21' (Олич, 77), Класнич (Балабан, 62), Рапаич 40' (Петрич 90', 57) |                                            |           |                                                                 | |

| 6 сентября 2006 ОЧЕ 2008, группа E | Россия      | 0:0 (0:0) | Хорватия | Москва, Россия |
| | Алдонин 68' | [ 82 ]    |          | Стадион: Локомотив Зрителей: 30 000 Судья: Мануэль Энрике Мехуто Гонсалес (Испания) Помощники судьи: Хуан Карлос Юсте Хименес (Испания) Помощник судьи: Педро Медина Эрнандес (Испания) Резервный судья: Альфонсо Пино Саморано (Испания) |
| Хорватия: Плетикоса, Чорлука, Саблич, Ковач, Шерич, Рапаич (Петрич, 58), Ковач , Модрич, Кранчар, Эдуардо да Силва (Леко, 70), Класнич (Бабич, 88) |             |           |          | |

| 7 октября 2006 ОЧЕ 2008, группа E | Хорватия                                                           | 7:0 (2:0) | Андорра                                  | Загреб, Хорватия |
| | Петрич 14′, 38′, 48′, 50′ · Класнич 57′ · Балабан 62′ · Модрич 83′ | [ 83 ]    | Гарсия 31' · Тоскано 65' · Фернандес 87' | Стадион: Максимир Зрителей: 20 000 Судья: Энтони Заммит (Мальта) Помощники судьи: Филип Аджиус (Мальта) Помощник судьи: Конрад Борг (Мальта) Резервный судья: Джозеф Аттард (Мальта) |
| Хорватия: Плетикоса, Чорлука, Шимич, Ковач, Шимунич, Эдуардо да Силва (Бабич, 64), Ковач (Леко, 69), Модрич, Кранчар, Петрич (Балабан, 60), Класнич |                                                                    |           |                                          | |

| 11 октября 2006 ОЧЕ 2008, группа E | Хорватия                                       | 2:0 (0:0) | Англия                   | Загреб, Хорватия |
| | Н. Ковач 63' · Эдуардо 59′ · Невилл 65′ (авт.) | [ 84 ]    | Фердинанд 20' · Коул 76' | Стадион: Максимир Зрителей: 38 000 Судья: Роберто Розетти (Италия) Помощники судьи: Марко Ивальди (Италия) Помощник судьи: Паоло Кальканьо (Италия) Резервный судья: Паоло Бертини (Италия) |
| Хорватия: Плетикоса, Чорлука, Ковач, Шимич, Шимунич, Рапаич (Олич, 72), Ковач 63', Модрич, Кранчар (Бабич, 89), Эдуардо да Силва (Леко, 82), Петрич |                                                |           |                          | |

| 15 ноября 2006 ОЧЕ 2008, группа E | Израиль                                                 | 3:4 (1:2) | Хорватия                                | Рамат-Ган, Израиль |
| | Колаутти 8′, 88′ 40' · Ават 34' · Таль 60' · Бенаюн 67′ | [ 85 ]    | Срна 34′ (пен.) · Эдуардо 38′, 53′, 72′ | Стадион: Рамат-Ган Зрителей: 38 000 Судья: Эдуардо Итурральде Гонсалес (Испания) Помощники судьи: Рафаэль Герреро Алонсо (Испания) Помощник судьи: Хесус Кальво Гвадамуро (Испания) Резервный судья: (Испания) |
| Хорватия: Рунье, Чорлука, Шимич, Ковач, Шимунич, Срна (Олич, 88), Ковач , Модрич, Кранчар (Бабич, 70), Эдуардо да Силва (Леко, 81), Петрич |                                                         |           |                                         | |

### 2007
| 7 февраля 2007 товарищеский матч | Хорватия                              | 2:1 (2:0) | Норвегия                | Риека, Хорватия |
| | Петрич 26′ · Модрич 38′ · Чорлука 55' | [ 86 ]    | · Йонсен 26' · Моэн 86′ | Стадион: Кантрида Зрителей: 8 000 Судья: Филипп Каль (Франция) Помощники судьи: Кристоф Капелли (Франция) Помощник судьи: Фабрис Меслен (Франция) |
| Хорватия: Плетикоса, Чорлука 55', Шимич , Вейич (Живкович, 80), Бабич, Срна, Леко (Праньич, 80), Модрич, Кранчар, Петрич (Эдуардо да Силва, 46), Балабан (Будан, 62) |                                       |           |                         | |

| 24 марта 2007 ОЧЕ 2008, группа E | Хорватия               | 2:1 (0:1) | Македония                                                           | Загреб, Хорватия |
| | Срна 58′ · Эдуардо 87′ | [ 87 ]    | Седлоски 8' 36′ 68' · Шумуликоский 46' · Наумоский 47' · Пандев 67' | Стадион: Максимир Зрителей: 30 000 Судья: Конрад Плауц (Австрия) Помощники судьи: Маркус Майр (Австрия) Помощник судьи: Андреас Феллингер (Австрия) Резервный судья: Томас Айнваллер (Австрия) |
| Хорватия: Плетикоса, Чорлука, Шимич, Шимунич, Бабич, Рапаич (Срна, 46), Ковач , Модрич, Кранчар, Эдуардо да Силва, Балабан (Будан, 80) |                        |           |                                                                     | |

| 2 июня 2007 ОЧЕ 2008, группа E | Эстония                                           | 0:1 (0:1) | Хорватия                  | Таллин, Эстония |
| | Поом 67' · Пийроя 37' · Дмитриев 55' · Клаван 90' | [ 88 ]    | Эдуардо 32′ · Шимунич 38' | Стадион: А. Ле Кок Арена Зрителей: 10 000 Судья: Виктор Кашшаи (Венгрия) Помощники судьи: Тибор Вамош (Венгрия) Помощник судьи: Аттила Эрёш (Венгрия) Резервный судья: Ференц Беде (Венгрия) |
| Хорватия: Плетикоса, Чорлука, Ковач, Шимунич 38', Бабич, Срна, Ковач , Модрич, Кранчар (Леко, 74), Петрич (Олич, 54), Эдуардо да Силва (Балабан, 84) |                                                   |           |                           | |

| 6 июня 2007 ОЧЕ 2008, группа E | Хорватия | 0:0 (0:0) | Россия                      | Загреб, Хорватия |
| | Леко 72' | [ 89 ]    | Торбинский 69' · Саенко 71' | Стадион: Максимир Зрителей: 35 000 Судья: Любош Михель (Словакия) Помощники судьи: Мартин Балко (Словакия) Помощник судьи: Роман Чабай (Словакия) Резервный судья: Павел Ольшак (Словакия) |
| Хорватия: Плетикоса, Чорлука, Шимич, Ковач, Шимунич, Срна (Леко, 8, 72'), Ковач , Модрич, Кранчар (Петрич, 66), Эдуардо да Силва, Олич (Бабич, 84) |          |           |                             | |

| 22 августа 2007 товарищеский матч | Босния и Герцеговина                  | 3:5 (1:2) | Хорватия                                                                                | Сараево, Босния и Герцеговина |
| | Муслимович 40′ 70′ 77′ · Ибишевич 90' | [ 90 ]    | Эдуардо 18′ · Срна 35′ 74′ · Петрич 58' · Чорлука 69' · Н. Ковач 72′ 81′ · Р. Ковач 90' | Стадион: Асим Ферхатович Зрителей: 18 000 Судья: Дамир Скомина (Словения) Помощники судьи: Марко Станчин (Словения) Помощник судьи: Примож Архар (Словения) |
| Хорватия: Рунье, Чорлука 70', Шимич, Ковач, Шимунич, Срна (Праньич, 82), Враньеш, Ковач , Петрич 69' (Олич, 71), Эдуардо да Силва (Бабич, 62), Будан (Балабан, 84) |                                       |           |                                                                                         | |

| 8 сентября 2007 ОЧЕ 2008, группа E | Хорватия                  | 2:0 (2:0) | Эстония   | Загреб, Хорватия |
| | Эдуардо 39′, 45+1′ (пен.) | [ 91 ]    | Аллас 19' | Стадион: Максимир Зрителей: 20 000 Судья: Жером Лаперьер (Швейцария) Помощники судьи: Стефан Кухат (Швейцария) Помощник судьи: Жан-Поль Реми (Швейцария) Резервный судья: Карло Бертолини (Швейцария) |
| Хорватия: Плетикоса, Чорлука, Шимич, Ковач, Шимунич, Срна (Бабич, 84), Ковач , Модрич, Кранчар (Ракитич, 62), Петрич (Олич, 72), Эдуардо да Силва |                           |           |           | |

| 12 сентября 2007 ОЧЕ 2008, группа E | Андорра                            | 0:6 (0:3) | Хорватия                                              | Андорра-ла-Велья, Андорра |
| | Сивера 33' · Лима 63' · Гарсия 77' | [ 92 ]    | Срна 34′ · Петрич 38′ 44′ · Кранчар 49′ · Эдуардо 55′ | Стадион: Комуналь Зрителей: 1 000 Судья: Оливье Тюаль (Франция) Помощники судьи: Кристоф Капелли (Франция) Помощник судьи: Эрик Кастеллани (Франция) Резервный судья: Филипп Каль (Франция) |
| Хорватия: Рунье, Чорлука, Кнежевич, Ковач , Бабич, Срна, Леко, Модрич (Праньич, 46), Кранчар, Петрич (Балабан, 46), Эдуардо да Силва (Ракитич, 62) |                                    |           |                                                       | |

| 13 октября 2007 ОЧЕ 2008, группа E | Хорватия                   | 1:0 (0:0) | Израиль                                           | Загреб, Хорватия |
| | Леко 24' · Эдуардо 45' 52′ | [ 93 ]    | Балили 62' · Бен-Хаим 65' · Коэн 71' · Антеби 87' | Стадион: Максимир Зрителей: 30 000 Судья: Вольфганг Штарк (Германия) Помощники судьи: Карстен Кадах (Германия) Помощник судьи: Петер Хенес (Германия) Резервный судья: Флориан Майер (Германия) |
| Хорватия: Плетикоса, Чорлука, Шимич, Ковач , Шимунич, Срна, Леко 24', Модрич, Кранчар (Праньич, 46), Эдуардо да Силва 45', Олич (Ракитич, 80) |                            |           |                                                   | |

| 16 октября 2007 товарищеский матч | Хорватия                     | 3:0 (1:0) | Словакия | Риека, Хорватия |
| | Олич 45′, 69′ · Вукоевич 48′ | [ 94 ]    |          | Стадион: Кантрида Зрителей: 6 000 Судья: Жером Лаперьер (Швейцария) Помощники судьи: Франческо Бурагина (Швейцария) Помощник судьи: Штефан Бюльман (Швейцария) |
| Хорватия: Рунье (Галинович, 46), Чорлука, Шимич (Шимунич, 57), Дрпич, Кнежевич, Леко (Вукоевич, 46), Враньеш, Ракитич, Бабич (Срна, 69), Эдуардо да Силва, Олич (Модрич, 69) |                              |           |          | |

| 17 ноября 2007 ОЧЕ 2008, группа E | Македония                                      | 2:0 (0:0) | Хорватия | Скопье, Македония |
| | Тасевский 14' · Наумоский 27' 83′ · Мазнов 71′ | [ 95 ]    |          | Стадион: Городской стадион Зрителей: 15 000 Судья: Франк де Блекере (Бельгия) Помощники судьи: Петер Херманс (Бельгия) Помощник судьи: Данни Хейнс (Бельгия) Резервный судья: Пол Алартс (Бельгия) |
| Хорватия: Плетикоса, Чорлука, Шимич, Ковач, Шимунич, Ковач , Модрич, Кранчар (Вукоевич, 75), Петрич (Манджукич, 42), Эдуардо да Силва (Олич, 54), Срна |                                                |           |          | |

| 21 ноября 2007 ОЧЕ 2008, группа E | Англия                         | 2:3 (0:2) | Хорватия                                                        | Лондон, Англия |
| | Лэмпард 56′ (пен.) · Крауч 65′ | [ 96 ]    | Кранчар 8′ · Олич 14′ · Р. Ковач 32' · Эдуардо 50' · Петрич 77′ | Стадион: Уэмбли Зрителей: 88 091 Судья: Петер Фрёйдфельдт (Швеция) Помощники судьи: Кеннет Петерссон (Швеция) Помощник судьи: Стефан Виттберг (Швеция) Резервный судья: Мартин Ингварссон (Швеция) |
| Хорватия: Плетикоса, Чорлука, Шимич, Ковач 32', Шимунич, Срна, Ковач , Модрич, Кранчар (Праньич, 75), Эдуардо да Силва 50' (Петрич, 69), Олич (Ракитич, 84) |                                |           |                                                                 | |

### 2008
| 6 февраля 2008 товарищеский матч | Хорватия                              | 0:3 (0:2) | Нидерланды                                                               | Сплит, Хорватия |
| | Чорлука 20' · Срна 53' · Р. Ковач 54' | [ 97 ]    | Хейтинга 9′ · Хюнтелар 37′ 62' · Де Зеув 73' · Веннегор оф Хесселинк 89′ | Стадион: Полюд Зрителей: 30 000 Судья: Сесар Муньис Фернандес (Испания) Помощники судьи: Педро Медина Эрнандес (Испания) Помощник судьи: Хосе Фернандес Миранда (Испания) |
| Хорватия: Плетикоса, Чорлука 19', Шимич (Праньич, 46), Ковач 54' (Кнежевич, 70), Шимунич, Срна 53' (Бабич, 86), Ковач (Леко, 70), Модрич, Кранчар (Олич, 46), Петрич, Эдуардо да Силва (Ракитич, 71) |                                       |           |                                                                          | |

| 26 марта 2008 товарищеский матч | Шотландия                                           | 1:1 (1:1) | Хорватия                                                               | Глазго, Шотландия |
| | Миллер 31′ · Браун 43' · Макманус 55' · Нейсмит 59' | [ 98 ]    | Кранчар 10′ · Н. Ковач 45' · Р. Ковач 57' · Вукоевич 87' · Шимунич 90' | Стадион: Хэмпден Парк Зрителей: 28 821 Судья: Терье Хауге (Норвегия) Помощники судьи: Стейнар Хольвик (Норвегия) Помощник судьи: Ян Петтер Ранден (Норвегия) |
| Хорватия: Плетикоса, Чорлука (Шимич, 85), Ковач 57' (Кнежевич, 73), Шимунич 90', Праньич, Срна (Леко, 63), Ковач 45' (Вукоевич 87', 46), Модрич, Кранчар, Петрич (Класнич, 57), Олич (Будан, 57) |                                                     |           |                                                                        | |

| 24 мая 2008 товарищеский матч | Хорватия                                   | 1:0 (1:0) | Молдова         | Риека, Хорватия |
| | Н. Ковач 30′ · Р. Ковач 37' · Вукоевич 72' | [ 99 ]    | Головатенко 84' | Стадион: Кантрида Зрителей: 8 000 Судья: Дарко Чеферин (Словения) Помощники судьи: Андрей Коколь (Словения) Помощник судьи: Боян Ул (Словения) |
| Хорватия: Плетикоса, Чорлука, Ковач 37' (Вейич, 46), Шимунич (Шимич, 46), Праньич, Модрич, Ковач (Покривач, 59), Вукоевич 72' (Леко, 72), Ракитич, Будан (Калинич, 62), Олич (Класнич, 46) |                                            |           |                 | |

| 31 мая 2008 товарищеский матч | Венгрия                            | 1:1 (1:1) | Хорватия                   | Будапешт, Венгрия |
| | Гера 31' · Вашко 44′ · Хайналь 78' | [ 100 ]   | Н. Ковач 24′ · Праньич 73' | Стадион: Ференц Суса Зрителей: 6 979 Судья: Дамьен Ледантю (Франция) Помощники судьи: Филипп Лароз (Франция) Помощник судьи: Эрик Дансо (Франция) |
| Хорватия: Плетикоса, Чорлука, Ковач (Кнежевич, 62), Шимунич, Праньич 73', Срна, Ковач , Модрич, Кранчар (Вукоевич, 78), Олич (Ракитич, 46), Петрич (Класнич, 62) |                                    |           |                            | |

| 8 июня 2008 ЧЕ 2008, группа B | Австрия                               | 0:1 (0:1) | Хорватия                        | Вена, Австрия |
| | Погатец 3' · Зоймель 21' · Прёдль 68' | [ 101 ]   | Модрич 4′ (пен.) · Р. Ковач 51' | Стадион: Эрнст Хаппель Зрителей: 51 428 Судья: Питер Винк (Нидерланды) Помощники судьи: Адриан Иниа (Нидерланды) Помощник судьи: Ханс тен Хоове (Нидерланды) Резервный судья: Кристин Якобссон (Исландия) |
| Хорватия: Плетикоса, Чорлука, Ковач 51', Шимунич, Праньич, Срна, Ковач , Модрич, Кранчар (Кнежевич, 61), Петрич (Будан, 72), Олич (Вукоевич, 83) |                                       |           |                                 | |

| 12 июня 2008 ЧЕ 2008, группа B | Хорватия                                                            | 2:1 (1:0) | Германия                                                       | Клагенфурт-ам-Вёртерзе, Австрия |
| | Срна 24′ 27' · Шимунич 45+1' · Олич 62′ · Леко 90+2' · Модрич 90+3' | [ 102 ]   | Баллак 75' · Подольски 79′ · Леманн 90+2' · Швайнштайгер 90+2' | Стадион: Вёртерзе-Штадион Зрителей: 30 461 Судья: Франк де Блекере (Бельгия) Помощники судьи: Петер Херманс (Бельгия) Помощник судьи: Алекс Верстратен (Бельгия) Резервный судья: Стефан Ланнуа (Франция) |
| Хорватия: Плетикоса, Чорлука, Ковач, Шимунич 45', Праньич, Срна 27' (Леко 90', 80), Ковач , Модрич 90', Ракитич, Кранчар (Кнежевич, 85), Олич (Петрич, 72) |                                                                     |           |                                                                | |

| 16 июня 2008 ЧЕ 2008, группа B | Польша                           | 0:1 (0:0) | Хорватия                               | Клагенфурт-ам-Вёртерзе, Австрия |
| | Левандовский 38' · Захорский 84' | [ 103 ]   | Вейич 45' · Класнич 53′ · Вукоевич 85' | Стадион: Вёртерзе-Штадион Зрителей: 30 461 Судья: Кирос Вассарас (Греция) Помощники судьи: Димитриос Бозацидис (Греция) Помощник судьи: Димитриос Сарайдарис (Греция) Резервный судья: Олегариу Бенкеренса (Португалия) |
| Хорватия: Рунье, Шимич , Вейич 44', Кнежевич (Чорлука, 27), Праньич, Леко, Вукоевич 85', Покривач, Ракитич, Класнич (Калинич, 75), Петрич (Кранчар, 75) |                                  |           |                                        | |

| 20 июня 2008 ЧЕ 2008, 1/4 финала                                                                                               | Хорватия     | 1:1 (0:0) (доп. вр.) (1:3 пен.) | Турция                                                           | Вена, Австрия |
| | Класнич 119′ | [ 104 ]                         | Тунджай 27' · Туран 49' · Борал 89' · Ашик 107' · Шентюрк 120+2′ | Стадион: Эрнст Хаппель Зрителей: 51 428 Судья: Роберто Розетти (Италия) Помощники судьи: Алессандро Гризелли (Италия) Помощник судьи: Паоло Кальканьо (Италия) Резервный судья: Мануэль Энрике Мехуто Гонсалес (Испания) |
| | Пенальти     |                                 |                                                                  | |
| Модрич · Срна · Ракитич · Петрич                                                                                               |              | Туран · Шентюрк · Алтынтоп      |                                                                  | |
| Хорватия: Плетикоса, Чорлука, Ковач, Шимунич, Праньич, Срна, Ковач , Модрич, Ракитич, Кранчар (Петрич, 64), Олич (Класнич, 97) |              |                                 |                                                                  | |

| 20 августа 2008 товарищеский матч | Словения                                | 2:3 (1:1) | Хорватия                                                         | Марибор, Словения |
| | Шулер 4′ · Йокич 51' · Шишич 55′ (пен.) | [ 105 ]   | Леко 31' · Ракитич 37′, 64′ 88' · Вукоевич 55' · Срна 59′ (пен.) | Стадион: Людски врт Зрителей: 11 100 Судья: Клаудио Чирчетта (Швейцария) Помощники судьи: Рафаэль Зедер (Швейцария) Помощник судьи: Девис Деттаманти (Швейцария) |
| Хорватия: Плетикоса (Рунье, 46), Чорлука, Шимич (Крижанац, 46), Ковач, Праньич, Срна (Покривач, 82), Леко 31', Кранчар (Вукоевич 55', 19), Ракитич 87', Петрич (Класнич, 46), Олич (Вейич, 84) |                                         |           |                                                                  | |

| 6 сентября 2008 ОЧМ 2010, группа 6 | Хорватия                                              | 3:0 (2:0) | Казахстан                   | Загреб, Хорватия |
| | Н. Ковач 13′ · Модрич 35′ · Р. Ковач 77' · Петрич 79′ | [ 106 ]   | Ирисметов 25' · Чичулин 90' | Стадион: Максимир Зрителей: 17 424 Судья: Стефан Юханнессон (Швеция) Помощники судьи: Стефан Виттберг (Швеция) Помощник судьи: Петер Экстрём (Швеция) |
| Хорватия: Плетикоса, Чорлука, Ковач 77', Шимунич, Праньич, Срна, Ковач , Модрич (Покривач, 83), Ракитич, Класнич (Петрич, 68), Олич 48' (Леко, 87) |                                                       |           |                             | |

| 10 сентября 2008 ОЧМ 2010, группа 6 | Хорватия                                              | 1:4 (0:1) | Англия                                     | Загреб, Хорватия |
| | Шимунич 39' · Срна 47' · Р. Ковач 53' · Манджукич 78′ | [ 107 ]   | Уолкотт 27′ 57′ 81′ · Хески 61' · Руни 63′ | Стадион: Максимир Зрителей: 35 218 Судья: Любош Михель (Словакия) Помощники судьи: Мартин Балко (Словакия) Помощник судьи: Роман Чабай (Словакия) |
| Хорватия: Плетикоса, Чорлука, Ковач 52', Шимунич 39', Праньич, Срна 47', Ковач (Покривач, 60), Модрич, Ракитич, Петрич (Кнежевич, 52), Олич (Манджукич, 67) |                                                       |           |                                            | |

| 11 октября 2008 ОЧМ 2010, группа 6                                                                                             | Украина | 0:0 (0:0) | Хорватия                | Харьков, Украина |
| |         | [ 108 ]   | Н. Ковач 45' · Срна 71' | Стадион: Металлист Зрителей: 38 500 Судья: Эрик Брамхар (Нидерланды) Помощники судьи: Ари Бринк (Нидерланды) Помощник судьи: Патрик Герритсен (Нидерланды) |
| Хорватия: Плетикоса, Чорлука, Крижанац, Шимунич, Праньич, Вукоевич, Ковач 45', Срна 71', Модрич, Ракитич (Манджукич, 83), Олич |         |           |                         | |

| 15 октября 2008 ОЧМ 2010, группа 6 | Хорватия                                                     | 4:0 (2:0) | Андорра                              | Загреб, Хорватия |
| | Ракитич 16′ 84′ (пен.) · Олич 32′ · Модрич 73′ · Шимунич 85' | [ 109 ]   | Родригес 30' · Гарсия 55' · Лима 84' | Стадион: Максимир Зрителей: 20 000 Судья: Иштван Вад (Венгрия) Помощники судьи: Жолт Списьяк (Венгрия) Помощник судьи: Дьёрдь Ринг (Венгрия) |
| Хорватия: Плетикоса, Чорлука, Крижанац (Кнежевич, 79), Шимунич 90', Праньич, Модрич, Вукоевич (Леко, 60), Ракитич, Петрич, Класнич, Олич (Манджукич, 65) |                                                              |           |                                      | |

### 2009
| 11 февраля 2009 товарищеский матч | Румыния                | 1:2 (1:1) | Хорватия                             | Бухарест, Румыния |
| | Марика 22′ · Букур 78' | [ 110 ]   | Ракитич 28′ · Кранчар 75′ · Срна 87' | Стадион: Стяуа Зрителей: 8 000 Судья: Кристиан Балай (Румыния) Помощники судьи: Кристиан Ника (Румыния) Помощник судьи: Аурел Оница (Румыния) |
| Хорватия: Плетикоса, Чорлука, Крижанац, Шимунич (Ковач, 46), Праньич (Чале, 71), Срна 88', Юрич, Модрич (Вукоевич, 61) (Покривач, 81), Ракитич, Петрич (Кранчар, 46), Олич (Эдуардо да Силва, 61) |                        |           |                                      | |

| 1 апреля 2009 ОЧМ 2010, группа 6 | Андорра                | 0:2 (0:2) | Хорватия                      | Андорра-ла-Велья, Андорра |
| | Лима 33' · Жименес 57' | [ 111 ]   | Класнич 15′ · Эдуардо 33' 35′ | Стадион: Комуналь Зрителей: 1 000 Судья: Леонтиос Тратту (Кипр) Помощники судьи: Андреас Папапанаёту (Кипр) Помощник судьи: Аристидес Христу (Кипр) |
| Хорватия: Плетикоса, Чорлука, Вейич, Крижанац, Чале (Вукоевич, 69), Срна , Юрич (Покривач, 64), Кранчар, Ракитич, Класнич (Калинич, 77), Эдуардо да Силва 33' |                        |           |                               | |

| 6 июня 2009 ОЧМ 2010, группа 6 | Хорватия                                     | 2:2 (1:1) | Украина                                                                         | Загреб, Хорватия |
| | Петрич 2′ · Модрич 68′ · Срна 72' · Леко 83' | [ 112 ]   | Шевченко 13′ · Селезнёв 23' · Гай 54′ · Назаренко 59' · Мандзюк 80' · Кучер 90' | Стадион: Максимир Зрителей: 30 000 Судья: Терье Хауге (Норвегия) Помощники судьи: Стейнар Хольвик (Норвегия) Помощник судьи: Ким Томас Хаглунд (Норвегия) |
| Хорватия: Рунье, Чорлука, Ковач , Шимунич, Праньич, Срна 71', Юрич (Леко 82', 46), Модрич, Ракитич (Вукоевич, 46), Петрич, Олич (Манджукич, 60) |                                              |           |                                                                                 | |

| 12 августа 2009 ОЧМ 2010, группа 6 | Беларусь                                     | 1:3 (0:1) | Хорватия                                   | Минск, Беларусь |
| | Сосновский 57' · Кутузов 75' · Верховцов 81′ | [ 113 ]   | Олич 22′ 85′ · Эдуардо 69′ · Манджукич 71' | Стадион: Динамо Зрителей: 21 651 Судья: Феликс Брых (Германия) Помощники судьи: Торстен Шиффнер (Германия) Помощник судьи: Марк Борш (Германия) |
| Хорватия: Рунье, Чорлука, Крижанац (Ракитич, 46), Шимунич, Праньич, Срна , Вукоевич, Модрич, Кранчар (Манджукич 72', 66), Эдуардо да Силва (Юрич, 88), Олич |                                              |           |                                            | |

| 5 сентября 2009 ОЧМ 2010, группа 6 | Хорватия                                     | 1:0 (1:0) | Беларусь                                                                            | Загреб, Хорватия |
| | Ракитич 24′ · Чорлука 29' 79' · Крижанац 89' | [ 114 ]   | Бордачёв 14' · Корниленко 25' · Глеб 57' · Верховцов 75' · Калачёв 89' · Ковель 90' | Стадион: Максимир Зрителей: 28 000 Судья: Конрад Плауц (Австрия) Помощники судьи: Маркус Майр (Австрия) Помощник судьи: Армин Эдер (Австрия) |
| Хорватия: Рунье, Чорлука 29' 78', Крижанац 89', Шимунич, Праньич, Срна , Вукоевич, Кранчар, Ракитич (Манджукич, 64), Олич (Петрич, 73), Эдуардо да Силва (Юрич, 81) |                                              |           |                                                                                     | |

| 9 сентября 2009 ОЧМ 2010, группа 6 | Англия                                                           | 5:1 (2:0) | Хорватия                  | Лондон, Англия |
| | Лэмпард 7′ (пен.), 59′ · Джеррард 18′ 67′ · Руни 77′ · Терри 85' | [ 115 ]   | Шимунич 43' · Эдуардо 72′ | Стадион: Уэмбли Зрителей: 87 319 Судья: Альберто Ундиано Мальенко (Испания) Помощники судьи: Хуан Карлос Юсте Хименес (Испания) Помощник судьи: Фермин Мартинес (Испания) |
| Хорватия: Рунье, Срна , Крижанац, Шимунич 44', Покривач (Ракитич, 46), Манджукич, Вукоевич, Кранчар, Праньич, Олич (Петрич, 46), Эдуардо да Силва (Класнич, 73) |                                                                  |           |                           | |

| 8 октября 2009 товарищеский матч | Хорватия                                               | 3:2 (2:1) | Катар                                              | Риека, Хорватия |
| | Чорлука 7′ · Класнич 11′ · Вукоевич 22' · Елавич 90+1′ | [ 116 ]   | Маджди Сиддик 45′ · Ибрагим Маджид 61' · Сория 69′ | Стадион: Кантрида Зрителей: 5 000 Судья: Кристиан Балай (Румыния) Помощники судьи: Кристиан Ника (Румыния) Помощник судьи: Аурел Оница (Румыния) |
| Хорватия: Рунье, Ковач , Чорлука (Чале, 66), Праньич (Ракитич, 46), Вукоевич 22' (Леко, 90), Срна (Шарбини, 74), Покривач (Ловрен, 46), Класнич (Елавич, 64), Олич (Манджукич, 46), Кранчар, Крижанац |                                                        |           |                                                    | |

| 14 октября 2009 ОЧМ 2010, группа 6 | Казахстан                                     | 1:2 (1:1) | Хорватия                                                       | Астана, Казахстан |
| | Нургалиев 1' · Хижниченко 26′ · Нусербаев 77' | [ 117 ]   | Вукоевич 10′ 82' · Кранчар 44' 90+2′ · Срна 87' · Елавич 90+4' | Стадион: Астана Арена Зрителей: 10 250 Судья: Клаудио Чирчетта (Швейцария) Помощники судьи: Мануэль Наварро (Швейцария) Помощник судьи: Беат Хидбер (Швейцария) |
| Хорватия: Рунье, Ловрен, Ковач , Чорлука, Праньич, Ракитич, Кранчар 44', Манджукич (Билич, 63), Срна 87' (Покривач, 90+4), Вукоевич 82', Класнич (Елавич 90+4', 76) |                                               |           |                                                                | |

| 14 ноября 2009 товарищеский матч | Хорватия                                  | 5:0 (3:0) | Лихтенштейн | Винковци, Хорватия |
| | Билич 1′ 49′ · Срна 10′ · Эдуардо 23′ 47′ | [ 118 ]   |             | Стадион: Цибалия Зрителей: 9 000 Судья: Михай Фабиан (Венгрия) Помощники судьи: Оскар Лемон (Венгрия) Помощник судьи: Ласло Високай (Венгрия) |
| Хорватия: Субашич, Бартулович, Шимунич, Крижанац (Кнежевич, 46), Праньич, Билич (Елавич, 74), Вукоевич (Дуймович, 66), Эдуардо да Силва (Класнич, 58), Срна (Шильденфельд, 58), Габрич, Кранчар (Покривач, 78) |                                           |           |             | |